# Compagnie universelle du canal interocéanique de Panama

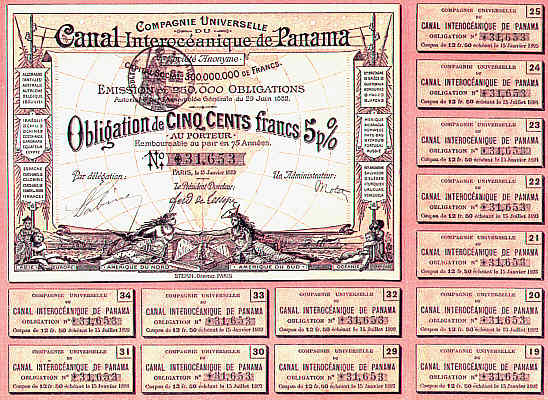
Obligation émise en 1883 par la Compagnie universelle du canal interocéanique de Panama.

La Compagnie universelle du canal interocéanique de Panama est une compagnie française créée pour construire le canal de Panama.

## Préliminaires
En 1875, un Congrès international des sciences géographiques a émis le vœu de résoudre la question du percement de l'isthme interocéanique.
En juin 1876, Étienne Türr et Antoine (ou Arnaud) de Gorgonza, un négociant français, ont obtenu une première concession du gouvernement des États-Unis de Colombie pour le percement d'un canal. Pour financer les recherches dans l'isthme de Darien permettant de préciser la meilleure implantation possible du canal est créée le 19 août 1876 la « Société civile internationale du Canal interocéanique par l'isthme du Darien » présidée par le général Étienne Türr. Ferdinand de Lesseps en est membre. Deux expéditions entreprises par la Commission scientifique pour l'exploration de l'isthme sont dirigées par Lucien Napoléon Bonaparte-Wyse entre 1876 et 1879 pour étudier un tracé de canal à travers l'isthme de Panama,,,. Cette première étude prévoit le franchissement par un tunnel d'environ 16 km de long. Dans la séance du 4 avril de la Société de géographie, différentes solutions de percement sont présentées par Louis Simonin - canal de Nicaragua et canal de Panama - qui conclut qu'on ne peut franchir l'isthme que par un canal à écluses ou par un tunnel. 
Le 18 mai 1878, la Société civile internationale du Canal interocéanique par l'isthme du Darien et représentée en Colombie par Lucien Wyse obtient du gouvernement de la Colombie la concession, appelée aussi Concession Wyse, pour la construction d'un canal de Panama. Ferdinand de Lesseps a pris alors une option de dix millions de francs sur cette concession.
Comme il l'avait fait pour le canal de Suez avec la Commission Internationale pour le percement de l'isthme de Suez, Ferdinand de Lesseps a réuni à la Société de géographie de Paris, du 15 au 29 mai 1879, un Congrès international d'études pour le percement du canal interocéanique, composé de 136 délégués, majoritairement français, représentant 26 nations, dont les États-Unis et la Chine, pour s’accorder sur le projet à adopter. Lesseps a retenu le canal à niveau étudié par Wyse et Reclus, le long du chemin de fer du Panama, tandis qu’un ingénieur français, Adolphe Godin de Lépinay, a présenté son projet de canal à écluses, moins onéreux et moins risqué en vies humaines. C'est finalement le projet présenté par Ferdinand de Lesseps qui est adopté. Son coût a été estimé par le Congrès à 1 200 millions de francs.
Après le Congrès de Paris, Wyse a étudié avec le lieutenant de vaisseau Armand Reclus la solution de percement de l'isthme par un canal à niveau retenue par le Congrès pour en confirmer les conclusions.

## Fondation de la Compagnie universelle du canal interocéanique de Panama

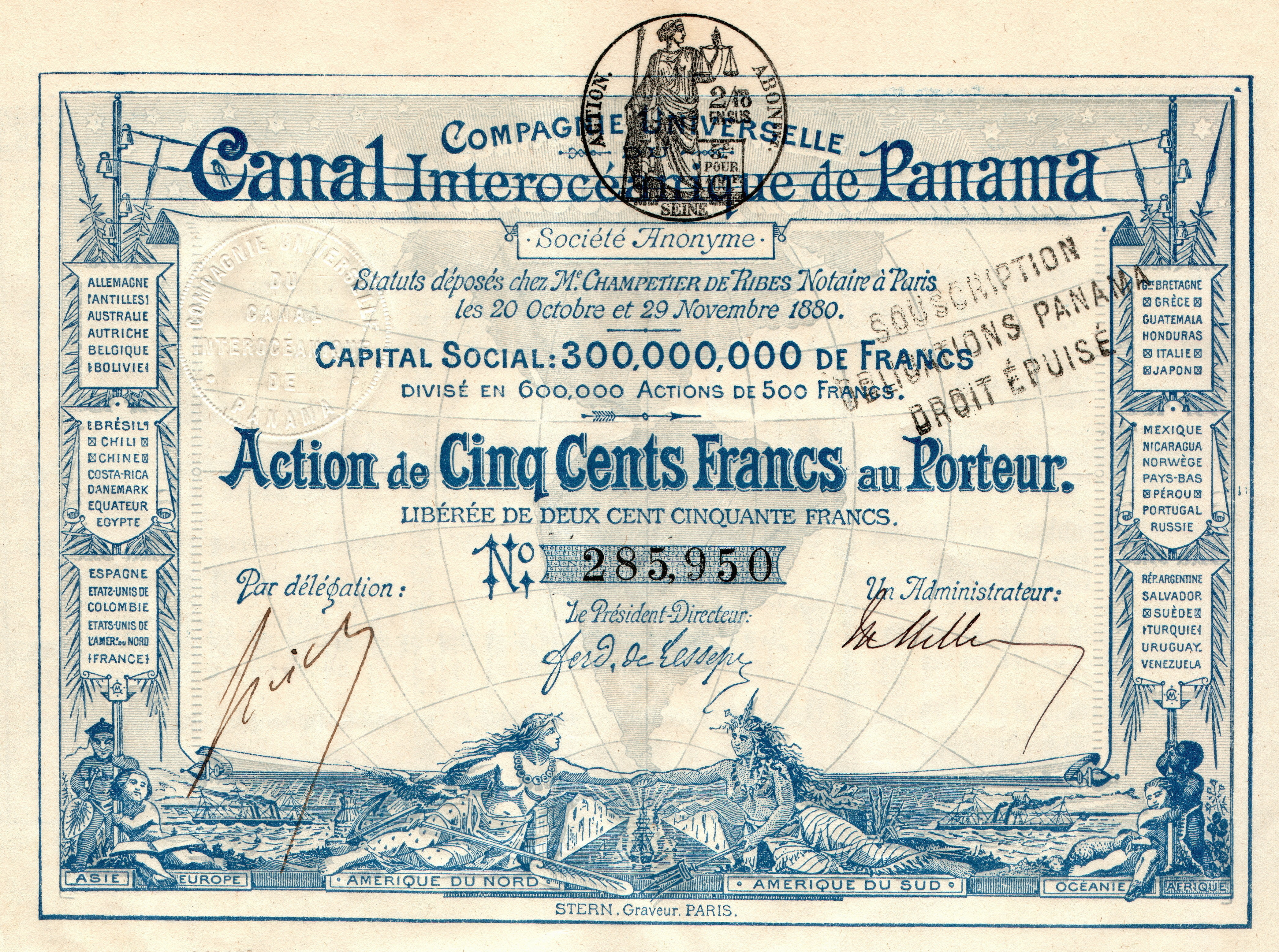
Obligation du canal de Panama. Novembre 1880.

La Compagnie universelle du canal interocéanique de Panama est créée le 20 octobre 1880 par Ferdinand de Lesseps pour construire le canal de Panama.
La Compagnie universelle a acheté en 1880 la concession de la Société civile internationale du Canal interocéanique par l'isthme du Darien ainsi l'étude du tracé du canal qui avait faite Wyse qui prévoyait un canal à niveau.
La Compagnie universelle a émis entre 1882 et 1888 sept séries d'obligations, sous la forme de titre au porteur de la société universelle du Canal intraocéanique du Panama. À l'origine, pour ne pas effrayer les souscripteurs, Ferdinand de Lesseps avait annoncé un coût de construction du canal de Panama de 600 millions de francs. À la dernière souscription, elle avait dépensé, en y ajoutant le capital en actions, 1 335 000 000 francs. À court d'argent, la Compagnie universelle lance une nouvelle série d'obligations le 2 décembre 1888 mais qui n'a rencontré aucun succès. Elle doit alors arrêter ses paiements.

## Liquidation
La dissolution est prononcée et des administrateurs provisoires et un liquidateur sont nommés par le tribunal de la Seine dans ses jugements du 14 décembre 1888 et 4 février 1889.
Pendant la liquidation et sous la pression de parlementaires, une commission d'enquête est formée et remet son dossier définitif en juin 1892. Le scandale de Panama éclate en septembre avec une campagne de presse contre les dirigeants de la Compagnie et des révélations sur la corruption d’hommes politiques.
Après le procès, une loi promulguée le 1er juillet 1893 spécifie qu'un mandataire doit être nommé pour défendre les intérêts des porteurs de titres. M. Lemarquis est nommé mandataire.

## Tentative pour sauver les intérêts des obligataires
Pour essayer de préserver les intérêts des obligataires, le liquidateur et le mandataire ont constitué le 20 octobre 1894 une nouvelle compagnie pour achever le canal, la Compagnie nouvelle du canal de Panama au capital de 65 millions de francs. Après 4 années d'efforts et de recherches sans succès de nouveaux fonds, elle avait épuisé ses réserves.
Les droits de la Compagnie nouvelle ont été abandonnés par les Français, en 1903, par le traité Hay-Bunau-Varilla au profit des Américains pour 40 millions de francs. La Compagnie nouvelle est dissoute en 1904.

## Source
- Archives nationales : Archives de la Compagnie universelle du canal interocéanique de Panama.